# 酒莊

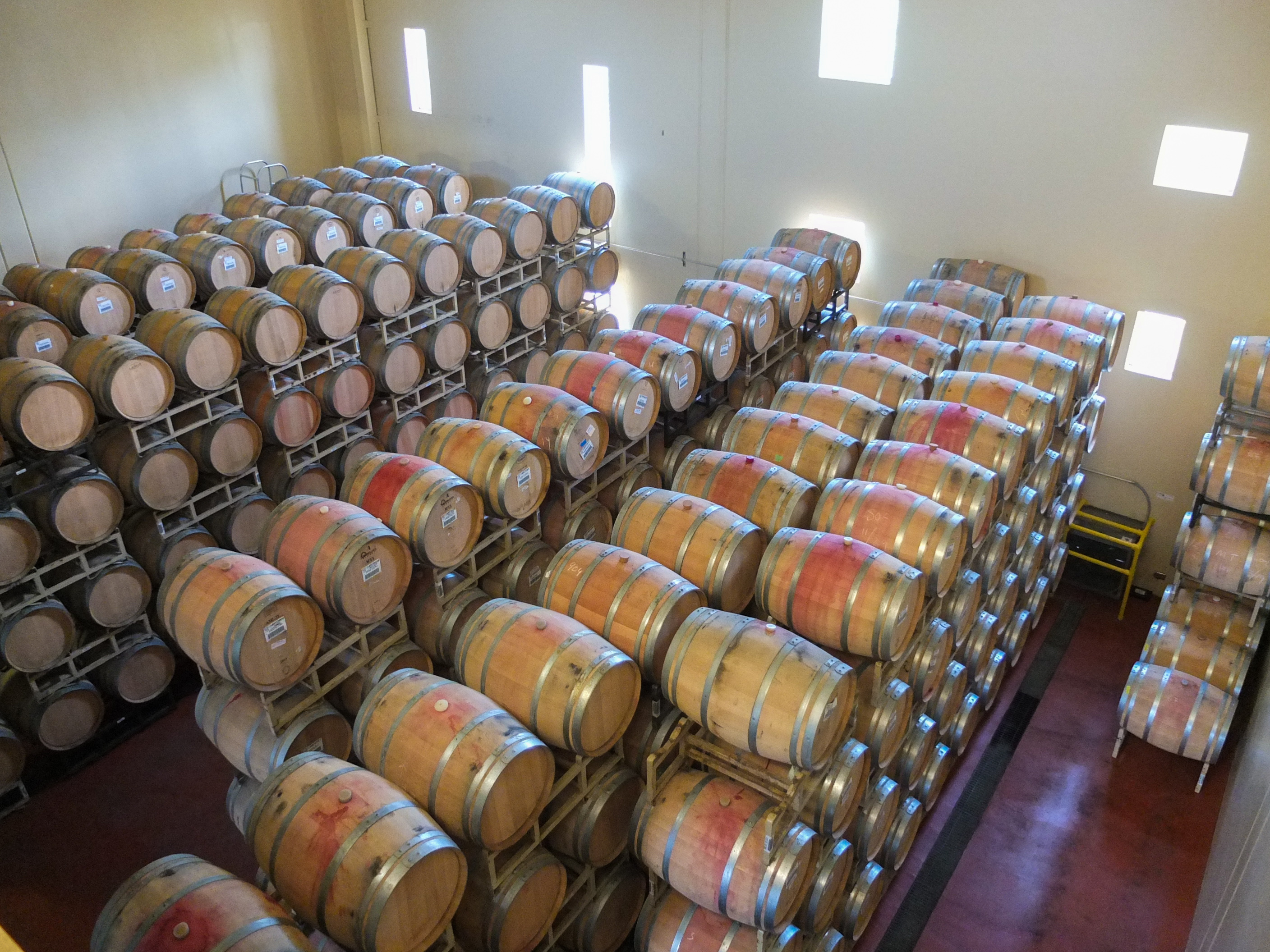
酒桶

酒莊是指生產酒的莊園或建築物，現在也稱為酒廠。有些製酒公司可能會有多個酒廠。除了釀酒設備外，大型酒廠也可能會有倉庫、灌瓶作業線、实验室以及大型的酒库。早在八千年前就已經有了類似性質的建築物。某些酒莊或酒廠開闢成觀光工廠，成為旅遊觀光地。

## 早期歷史
目前已知最早較大規模的釀酒證據是在中东。2011年時有一個考古團隊在亞美尼亞阿雷尼地區的洞穴中發現六千年前的葡萄酒壓榨機，確定當地是小型的酒廠。之前在伊朗的札格羅斯山脈北部，也發現七千年歷史的罐子中有酒石酸晶體（酒中的化學物質），也證實當時有釀酒。考古學家在格鲁吉亚北部的下卡尔特利大区發現釀酒設備（稱為qvevri的容器）的證據，距今有八千年之久2017年時在格鲁吉亚的第比利斯往北20英里之處，發現八千年歷史的大型釀酒設備。

## 用途

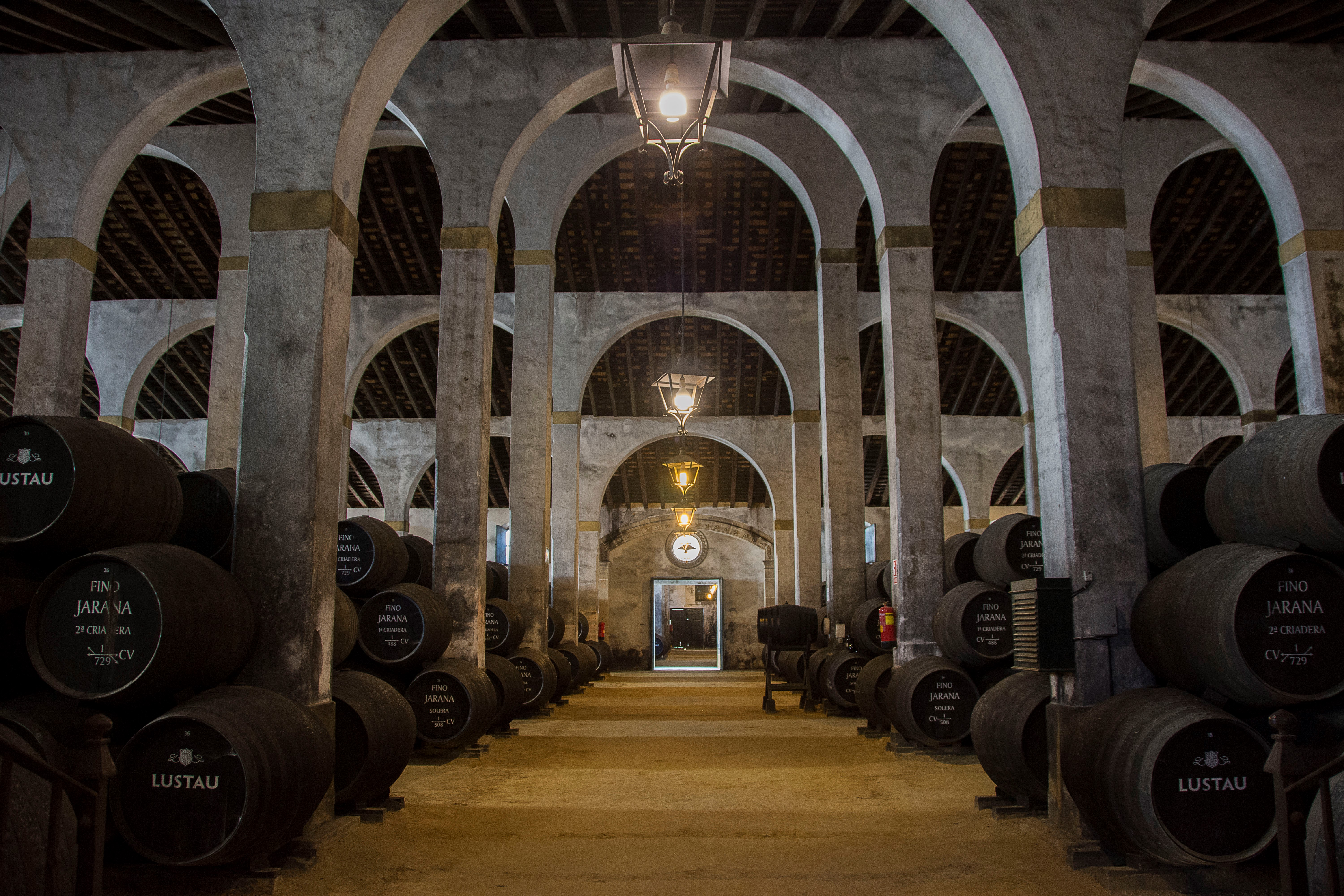
西班牙赫雷斯-德拉弗龙特拉的雪利酒酒莊

酒莊會雇用釀酒師，依釀酒的程序，從葡萄開始釀製葡萄酒。此一程序包括水果的發酵，也包括製作葡萄果汁，以及葡萄酒的aging。葡萄可能是酒莊自身的葡萄园出產的，也有可能是從其他部份購買的。許多酒莊也會舉辦酒莊旅遊，販售酒莊的酒，或是有Tasting Room，讓顧客在購買之前可以先品酒。酒莊建築相當的多樣化，酒莊也會以其建築來為酒作宣傳。

## 外部連結
- 维基共享资源上的相關多媒體資源：酒莊